# 北海道道737号標津停車場線
北海道道737号標津停車場線（ほっかいどうどう737ごう しべつていしゃじょうせん）は、北海道標津郡標津町内を結ぶ一般道道である。

## 概要

### 路線データ
- 起点：北海道標津郡標津町北3条西2丁目（旧JR北海道 標津線 根室標津駅跡）
- 終点：北海道標津郡標津町北3条西1丁目（国道244号交点）
- 総距離：0.1 km

## 歴史
- 1972年（昭和47年）2月4日 - 路線認定[1]。
- 1989年（平成元年）4月30日 - 標津線の廃止に伴って根室標津駅が廃駅となる。

駅名は「根室標津」であるが、「根室」は省略されている。

## 地理

### 通過する自治体
- 根室振興局
  - 標津郡標津町

### 主な接続道路
標津町
- 国道244号 - 北3条西1丁目（終点）